# Bakhuysen (cratera)
A Bakhuysen é uma cratera de impacto no Quadrângulo de Sinus Sabaeus de Marte, localizada na latitude de 23,3 ° S e longitude de 344,4 ° W e está dentro de Noachis Terra. Ela tem 161 km de diâmetro e recebeu o nome do astrônomo holandês Hendricus Gerardus van de Sande Bakhuyzen, o nome foi aprovado em 1973 pelo Grupo de Trabalho de Nomenclatura do Sistema Planetário (WGPSN) da União Astronômica Internacional (IAU).
O sudeste de Bakhuysen é uma cratera sem nome, a sudeste dela está a Scylla Scopulus, uma escarpa que está localizada em frente a Charybdis Scopulus e segue de frente uma da outra. Crateras proeminentes próximas incluem Flaugergues ao norte-nordeste, Lambert ao leste-nordeste e Wislicenus ao noroeste e a noroeste estão a cratera Newcomb e Marikh Vallis.
Ao longo da borda da cratera há muitos canais. Como os canais são encontrados apenas no interior da borda e não no exterior, acredita-se que eles sejam causados por águas subterrâneas e não por chuva. A chuva teria levado a uma densa rede integrada de canais de drenagem como essa, mas a rede estaria tanto dentro quanto fora da borda da cratera.